# Victòria Woodhull
Victòria Claflin Woodhull, més tard coneguda com a Victòria Woodhull Martin (Homer, Ohio, 23 de setembre de 1838 – Bredon, Worcestershire, Anglaterra, 9 de juny de 1927), va ser una líder del moviment pel sufragi femení als Estats Units.
El 1872, Woodhull es va convertir en la primera dona a presentar la seva candidatura per a la presidència dels Estats Units. A més de la seva labor com a activista a favor dels drets de les dones i de les reformes laborals, Woodhull recolzava l'amor lliure, que per a ella significava tenir llibertat per casar-se, divorciar-se i tenir fills sense la interferència del govern.
Woodhull va passar dues vegades de la pobresa a la riquesa: la primera vegada, va obtenir un gran èxit gràcies al seu treball amb la magnetoteràpia, i la segona vegada, a la dècada de 1870, després d'unir-se al moviment espiritualista, va fer una fortuna com a corredora de borsa a Nova York. Encara que l'autoria de diversos dels seus articles està en disputa (alguns dels seus escrits i discursos van ser col·laboracions entre ella, els seus ajudants i el seu segon espòs, el coronel James Blood), el seu rol com a representant dels moviments socials pel vot femení i altres causes a favor dels sectors desafavorits va ser molt poderós. Juntament amb la seva germana, va ser la primera dona que va gestionar una financera a Wall Street, i ambdues van ser de les primeres dones que van fundar un diari, Woodhull & Claflin's Weekly, que va començar a publicar-se el 1870.
A principis de la dècada de 1870, en la seva etapa política més activa, Woodhull va adquirir notorietat com la primera dona que va presentar la seva candidatura per a la presidència dels Estats Units, com a representant del partit Equal Rights, que advocava pel sufragi femení i la igualtat de drets. Dies abans de les eleccions, va ser acusada d'obscenitat per haver publicat un article sobre el suposat romanç adúlter entre el prominent ministre Henry Ward Beecher i Elizabeth Tilton, i arrestada, la qual cosa va comportar un gran recolzament mediatic a la seva candidatura. No va rebre vots electorals i no se sap amb seguretat si va obtenir algun vot popular.
Les reformes i els ideals de Woodhull per a la classe treballadora, en contraposició al que ella veia com l'elit corrupta i capitalista, eren molt controvertits i extremistes per a la seva època. Diverses generacions posteriors, moltes d'aquestes reformes han estat implementades i algunes de les seves idees i suggeriments encara estan en debat.

## Primers anys i educació
Victòria Califòrnia Claflin va néixer al poble rural d'Homer, Licking County, Ohio. Va ser la setena de deu nens, dels quals solament sis van arribar a l'adultesa. La seva mare, Roxanna "Roxy" Hummel Claflin, era analfabeta i filla il·legítima, i seguidora del metge i terapista alternatiu austríac Franz Mesmer i del nou moviment espiritualista. El seu pare, Reuben "Old Buck" Buckman Claflin, era un estafador i un venedor d'oli de serp. Provenia d'una branca empobrida de la família Chaflin, d'origen escocès i establerta a Massachusetts, i era cosí llunyà del governador William Claflin. Victoria va forjar una excel·lent relació amb la seva germana, Tennessee Celeste Claflin (sobrenomenada Tennie), la filla menor de la família, set anys més jove que ella. D'adultes, van treballar juntes per fundar una agència de corredors i un diaria a la ciutat de Nova York.
Als onze anys, Woodhull havia tingut solament tres anys d'educació formal, però els seus mestres la consideraven molt intel·ligent. Es va veure obligada a abandonar l'escola i Homer amb la seva família després que el seu pare va assegurar per una gran suma de diners el molí de grans de la família, que estava molt deteriorat, i li va calar foc. Quan va intentar rebre els diners de la pòlissa, els agents van descobrir que l'incendi havia estat intencionat, per la qual cosa va ser expulsat de la ciutat. Els habitants d'Homer van reunir fons per ajudar la resta de la família a abandonar Ohio.

## Matrimonis

### Primer matrimoni i família

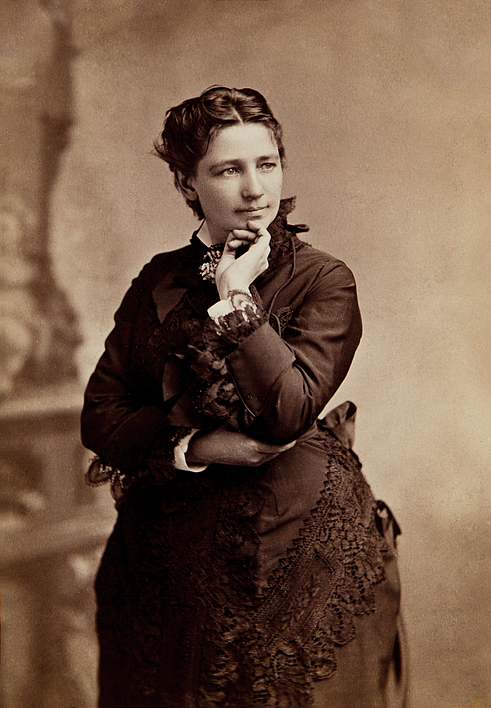
Victòria Woodhull, c. 1860

Quan tenia catorze anys, Victòria va conèixer Canning Woodhull, de vint-i-vuit, un metge originari dels suburbis de Rochester. La seva família l'havia portat per una consulta relacionada amb una malaltia crònica de la jove. Woodhull practicava la medicina a Ohio en una època en què l'estat no requeria una educació mèdica formal ni una llicència. Segons alguns testimonis, assegurava ser el nebot de Caleb Smith Woodhull, alcalde de la ciutat de Nova York entre 1849 i 1851; en realitat era un cosí llunyà.
El seu certificat de matrimoni indica que la parella es va casar a Cleveland el 23 de novembre de 1853, quan Victòria tenia quinze anys i dos mesos d'edat.
Aviat va descobrir que el seu nou espòs era alcohòlic i faldiller, la qual cosa la va obligar a treballar fora de casa seva per mantenir la seva família. Van tenir dos fills, Byron i Zulu Maude. Segons algunes fonts, Byron va néixer al 1854 amb una discapacitat intel·lectual, una condició causada, segons Victòria, per l'alcoholisme del seu espòs. Una altra versió indica que la seva discapacitat va sorgir quan el nen va caure d'una finestra. Victòria es va divorciar del seu espòs poc després del naixement dels seus fills i va conservar el seu cognom.

### Segon matrimoni
Cap a 1866, Woodhull va contreure matrimoni amb el coronel James Harvey Blood, que també es trobava en les seves segones núpcies. El coronel havia combatut per a l'Exèrcit de la Unió a Missouri durant la Guerra Civil nord-americana, i havia estat elegit auditor de la ciutat de Sant Luis, Missouri. El 1872, Woodhull va començar una relació amb l'anarquista Benjamin Tucker, que va durar tres anys. Es va divorciar de Blood a l'octubre de 1876.

### Amor lliure
El suport de Woodhull a l'amor lliure va sorgir, possiblement, quan va descobrir la infidelitat del seu primer espòs. Les dones que contreien matrimoni als Estats Units durant el segle xix havien de respectar la unió, fins i tot si no existia amor, i tenien poques opcions per escapar. El divorci, encara que era possible, era escandalós, i les dones divorciades eren estigmatitzades i sovint excloses de la societat. Victòria Woodhull opinava que les dones havien de tenir l'opció d'abandonar els matrimonis nocius per a elles. Estava en contra de la hipocresia de la societat, que tolerava que els homes casats tinguessin amants i relacions sexuals ocasionals. El 1872, va criticar de manera pública el famós clergue Henry Ward Beecher per adulteri. Beecher tenia una aventura amb una de les seves feligreses, Elizabeth Tilton, que més tard va confessar el romanç. Woodhull va enviar les proves del romanç utilitzant el correu federal, la qual cosa la va portar a la presó. Woodhull creia en les relacions monògames, encara que aclaria que també tenia dret d'estimar algú més "de forma exclusiva" si ho desitjava. Va dir:
```
"Les dones, per naturalesa, posseeixen el dret de la determinació sexual. Quan es desperta el seu desig instintiu, en aquell moment i només en aquell moment haurien de tenir relacions. Quan la dona passa de l'esclavatge a la llibertat sexual, a tenir control i possessió dels seus òrgans sexuals, l'home està obligat a respectar-ne la llibertat; serà així com l'instint esdevindrà pur i sagrat. Arran d'això, les dones es desempallegaran de la immoralitat i del 
morbo
 que malden per llevar-se, i la intensitat i la glòria de les seves funcions creatives s'incrementaran per cent..."
```

En un discurs que va realitzar el 20 de novembre de 1871 a Steinway Hall, Nova York, Woodhull va establir amb claredat la seva opinió sobre l'amor lliure:
```
"Sí, crec en l'amor lliure. Tinc un dret inalienable, constitucional i natural a estimar a qui jo vulgui, el temps que pugui; a canviar aquest amor cada dia si així ho desitjo, i ningú ni cap llei està facultat per interferir en aquest dret."
```

### Rumors de prostitució
Des del segle xix, van començar a sorgir rumors sobre que Woodhull era una prostituta, però no existeixen evidències que recolzin aquesta teoria. Suposadament, aquests rumors tenen l'origen en una sèrie d'articles publicats pel Chicago Mail, però aquests articles no han estat trobats. Woodhull, de fet, es va expressar en contra de la prostitució, i fins i tot considerava el matrimoni per conveniència una forma de prostituir-se, encara que el seu diari, Woodhull & Claflin's Weekly, recolzava la legalització del treball sexual. Un registre personal d'un amic del coronel Blood suggereix que Tennie, la germana de Woodhull, estava reclosa en un cabaret contra la seva voluntat fins que Woodhull la va rescatar, però aquesta versió no està confirmada.

## Carrera

### Corredora de borsa

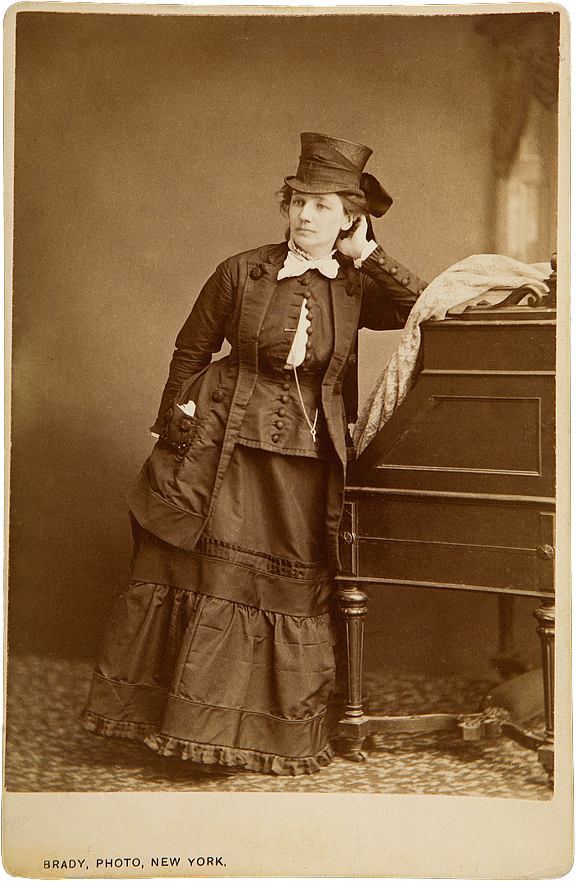
Retrat fotogràfic de Woodhull, per Mathew Brady

Woodhull i la seva germana Tennessee (Tennie) Claflin van ser les primeres corredores de borsa dones als Estats Units. El 1870 van obrir una agència a Wall Street, Woodhull, Chaflin & Company, amb l'ajuda de l'adinerat Cornelius Vanderbilt (un admirador de les habilitats de Woodhull com a mèdium), amb què van arribar a fer una fortuna a la borsa de Nova York. A l'època existia el rumor que Vanderbilt era amant de Tennie, i que de fet havia considerat casar-se amb ella.
Alguns diaris, com el New York Herald, aclamaven les germanes com "les reines de les finances" i "les captivadores corredores". Molts diaris per a homes contemporanis (per exemple, The Days' Doings) van publicar imatges sexualizades de Woodhull i Chaflin administrant l'empresa (encara que, en realitat, les germanes no participaven en l'administració diària de l'empresa), unint el concepte de dones independents i determinades amb les idees d'"immoralitat sexual" i prostitució.

### Editora
El 14 de maig de 1870, Woodhull i Chaflin van utilitzar els diners que havien obtingut pel seu treball a la borsa per fundar un diari, Woodhull & Claflin's Weekly: el seu principal objectiu era donar suport a la candidatura de Victoria Claflin Woodhull per a presidenta dels Estats Units, i s'imprimirà durant sis anys. El feminisme era el principal interès del Weekly, però va acabar adquirint notorietat per publicar opinions que generaven controvèrsia sobre temes tabú, com l'educació sexual, l'amor lliure, el vot femení, l'ús de faldilles curtes, l'espiritualisme, el vegetarianisme i la prostitució legal. Alguns historiadors han assenyalat que el diari també recolzava els mètodes anticonceptius, però uns altres han qüestionat aquesta afirmació. El Weekly va ser el primer mitjà de parla anglesa que va publicar el Manifest comunista de Karl Marx traduït a l'anglès, en la seva edició del 30 de desembre de 1871. James Blood i Stephen Pearl Andrews escrivien la major part dels articles, i tingueren també la col·laboració d'altres escriptors ocasionals.
El 1872, el Weekly va publicar una notícia que va provocar un escàndol nacional i es va mantenir l'atenció del públic durant mesos. Henry Ward Beecher, un reconegut pastor de l'església de Brooklyn Plymouth, havia condemnat la filosofia d'amor lliure de Woodhull en els seus sermons. Però un dels feligresos, Theodore Tilton, li va revelar a Elizabeth Cady Stanton, una col·lega de Woodhull, que la seva esposa li havia confessat que Beecher estava cometent adulteri amb ella. Woodhull, indignada per tanta hipocresia, va decidir exposar a Beecher. El cas va acabar al 1875, després d'un judici per adulteri, en un procediment que seria un dels episodis legals més sensacionals de l'època, i que va atreure l'atenció de centenars de milers de nord-americans. El judici va finalitzar sense resultats, ja que el jurat mai va aconseguir arribar a un acord.
Els mètodes i tàctiques de Woodhull per exposar els seus punts de vista no causaven la mateixa impressió en tots els seus contemporanis. L'empresari George Francis Train la va defensar públicament en una ocasió; altres feministes de l'època, com Susan B. Anthony, estaven en desacord amb la seva manera d'expressar-se per aconseguir la igualtat de les dones. Alguns la consideraven oportunista i impredictible; en un incident que va adquirir notorietat, es va enfrontar amb Anthony en una reunió de l'Associació Nacional del Vot Femení (NWSA, per les seves sigles en anglès).

### Defensora dels drets de les dones
Woodhull va aconseguir infiltrar-se en el domini masculí de la política nacional i va declarar a favor del vot femení davant el House Judiciary Committee. Allà, va sostenir que les dones ja tenien el dret de votar (solament havien d'utilitzar-lo), ja que la catorzena i la quinzena esmena a la Constitució garantien la protecció d'aquest dret per a tots els ciutadans. La lògica simple però poderosa del seu argument va impressionar alguns dels membres del comitè. Les líders del moviment sufragista, després d'assabentar-se de l'imminent discurs de Woodhull, van posposar l'obertura de la tercera convenció anual de l'Associació a Washington per assistir a l'audiència davant el comitè. Susan B. Anthony, Elizabeth Cady Stanton i Isabella Beecher Hooker van aclamar Woodhull com la nova vencedora de la seva causa i van aplaudir les seves declaracions: "Les dones són iguals als homes davant la llei, i són iguals en tots els seus drets".
Amb el poder obtingut després de la seva primera aparició pública com a defensora dels drets de la dona, Woodhull es va convertir en una de les líders del moviment sufragista. Encara que el seu argument sobre la Constitució no era original, va aconseguir atreure l'atenció pública cap al sufragi femení d'una forma sense precedents. Va ser la primera dona de la història que va realitzar una petició al Congrés en persona i diversos diaris van cobrir el seu discurs: Frank Leslie's Illustrated Newspaper va publicar un gravat de pàgina completa de Woodhull, envoltada per prominents sufragistes, expressant la seva opinió.

### Candidatura presidencial

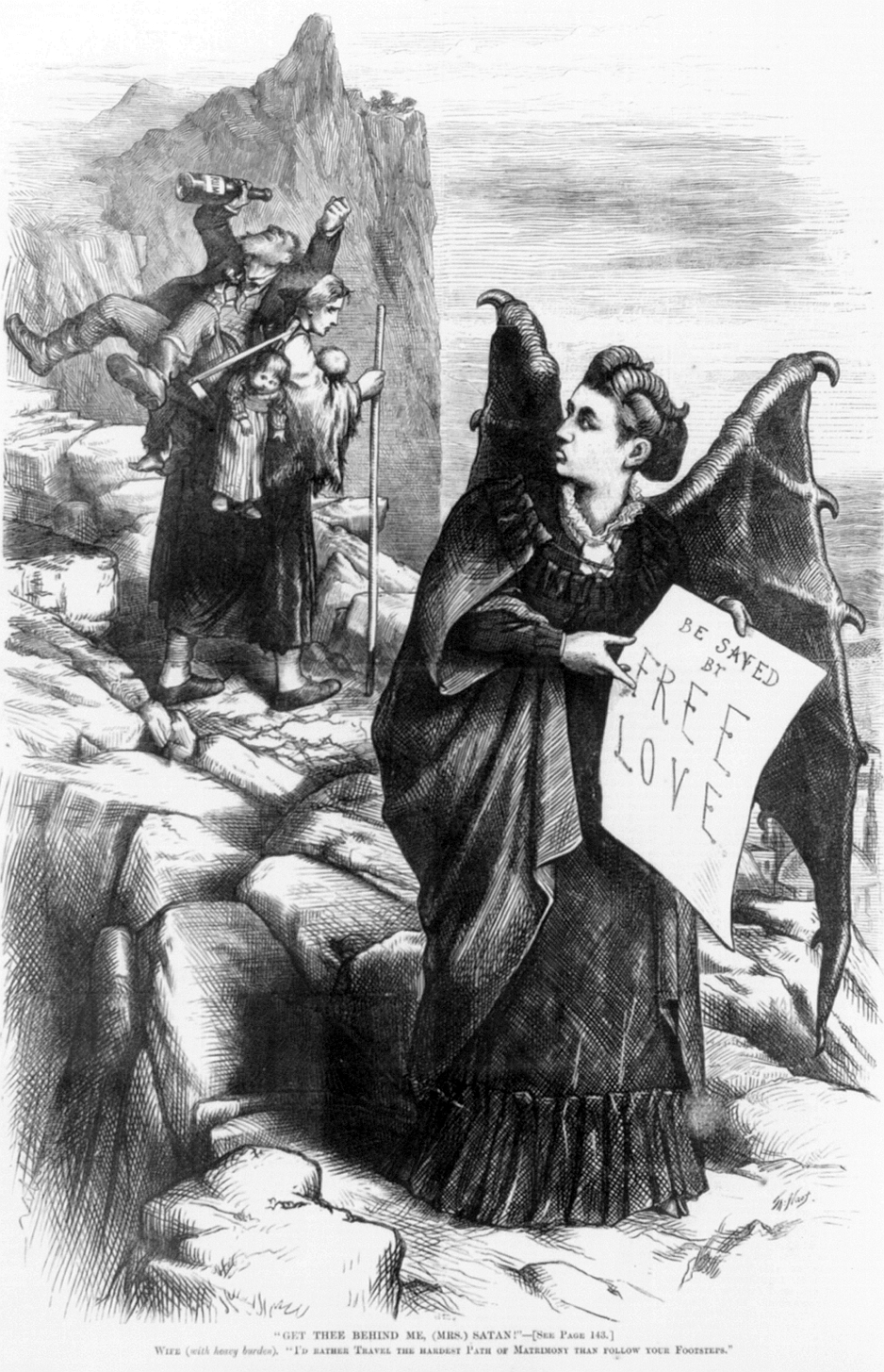
Get thee behind em, (Mrs.) Satan!, caricatura de 1872 de Thomas Nast

Woodhull va presentar la seva candidatura a la presidència dels Estats Units pel partit Equal Rights el 10 de maig de 1872 a Apollo Hall, ciutat de Nova York. Havia anunciat la seva intenció de ser candidata un any abans, el 1871, any en què també es va expressar de manera pública contra el govern compost per homes; la seva idea era desenvolupar una nova constitució i un nou govern en el termini d'un any. El 6 de juny de 1872 va ratificar la seva candidatura, amb Frederick Douglass, un antic abolicionista, com a vicepresident. Douglass, que exercia com a elector presidencial per a l'estat de Nova York, no va assistir a la convenció i mai va reconèixer la nominació.
Encara que nombrosos historiadors i escriptors estan d'acord que Woodhull va ser la primera dona que va presentar la seva candidatura per a la presidència dels Estats Units, alguns han qüestionat la legalitat de la presentació, ja que Woodhull no tenia l'edat legal mínima que s'exigia als candidats (35 anys). No obstant això, la cobertura mediàtica de les eleccions per part dels diaris contemporanis no suggereix que l'edat fos un obstacle d'importància. La biògrafa Mary L. Shearer, descendent del coronel Blood i investigadora de la vida de Woodhull, no ha trobat un sol article que esmenti que la seva edat fos un problema per a la candidatura. La inauguració presidencial va ser al març de 1873 i Woodhull va complir 35 anys al setembre d'aquest mateix any.
La campanya de Woodhull va destacar, a més, per la nominació de Frederick Douglass, que va generar una gran controvèrsia relacionada amb la barreja de blancs i afroamericans en la vida pública i temors de mestissatge, perquè Douglass s'havia casat amb una dona blanca molt més jove que ell després de la defunció de la seva primera esposa. El partit Equal Rights tenia l'esperança d'utilitzar les nominacions per reconciliar els sufragistes amb els activistes dels drets civils dels afroamericans, ja que l'exclusió del sufragi femení de la quinzena esmena dos anys enrere havia causat una tibantor important entre tots dos grups.
Woodhull, maltractada pels mitjans pel seu suport a l'amor lliure, va dedicar un número del Woodhull & Claflin's Weekly (2 de novembre de 1872) a un suposat romanç adúlter entre Elizabeth Tilton i el reverend Henry Ward Beecher, un prominent ministre protestant de Nova York (Beecher recolzava el sufragi femení, però s'havia pronunciat en contra de l'amor lliure en els seus sermons). Woodhull va publicar l'article per ressaltar el que considerava un doble estàndard sexual entre homes i dones.
Aquest mateix dia, quan faltava molt poc de temps per a les eleccions, Woodhull va ser arrestada al costat del seu espòs James Blood i la seva germana Tennie Chaflin, acusada de "publicar un diari obscè" pel contingut de la seva última edició. Les germanes van haver de passar un mes a la presó Ludlow Street, un lloc reservat per a crims civils però que també albergava presos acusats de crims més seriosos. Anthony Comstock, l'autodenominat defensor moral de la nació a l'època, va ser qui va gestionar-ne les detencions. Els tres acusats van sortir de la presó sis mesos després per un tecnicisme, però l'arrest va evitar que Woodhull intentés votar durant les eleccions presidencials de 1872.
Woodhull va tornar a intentar postular-se per a la presidència a les eleccions de 1884 i 1892. El 21 de setembre de 1892, la Convenció Nacional de Dones Sufragistes la va confirmar com a candidata, amb Mary L. Stowe de Califòrnia com a vicepresidenta. La convenció va tenir lloc a l'hotel Willard's de Boonville, Nova York, i va ser presidida per Anna M. Parker. No obstant això, algunes organitzacions a favor del sufragi femení van repudiar la nominació, sota l'argument que el comitè elector no estava autoritzat. Woodhull va declarar que estava "destinada" per "profecies" a ser triada com a presidenta dels Estats Units en les properes eleccions.

## Vida a Anglaterra i tercer matrimoni
A l'octubre de 1876, Woodhull es va divorciar del seu segon espòs, el coronel Blood. Menys d'un any després, exhausta i possiblement deprimida, va emigrar a Anglaterra per començar una nova vida. Va realitzar la seva primera aparició pública com a conferenciant a St. James's Hall, Londres, el 4 de desembre de 1877. La seva conferència, que ja havia presentat al seu país natal, es va titular "El cos humà, un temple de Déu". El banquer John Biddulph Martin, que va assistir a una de les seves conferències, va ser qui va acabar convertint-se en el tercer espòs de Woodhull el 31 d'octubre de 1883. La seva família desaprovava la unió.
Des d'aquest moment, Victòria va començar a ser coneguda com a Victoria Woodhull Martin. Amb el seu nou nom, va publicar la revista The Humanitarian entre 1892 i 1901, amb l'ajuda de la seva filla, Zula Woodhull. Després de la defunció del seu espòs, el 1901, Martin va decidir deixar de publicar, es va traslladar al camp i va fixar la seva residència a Bredon's Norton.

## Defunció i llegat
Woodhull, en aquest moment coneguda com a Victòria Martin, va morir el 10 de juny de 1927 a Norton Park, Worcestershire, prop de Tewkesbury, Anglaterra. Al Tewkesbury Abbey es va erigir un cenotafi a la seva memòria per la seva contribució a millorar la relació entre els Estats Units i el Regne Unit.
El 1980, es va estrenar a Broadway Onward Victoria, un musical inspirat en la vida de Woodhull. El 2012, Victoria Bond va compondre l'òpera Mrs. President, que es basa en la història de Woodhull i el seu intent de postular-se per a les eleccions presidencials als Estats Units. L'òpera es va estrenar a Anchorage, Alaska, aquest mateix any.
El 2001, Victòria Woodhull va ser inclosa pòstumament en el National Women's Hall of Fame.

## Publicacions
- Antje Schrupp, Das Aufsehen erregende Leben der Victoria Woodhull (2002: Helmer).
- Woodhull, Victoria C., Free Lover: Sex, Marriage and Eugenics in the Early Speeches of Victoria Woodhull (Seattle, 2005). Inclou "The Principle of Social Freedom" (1872), "The Scare-crows of Sexual Slavery" (1873), "The Elixir of Life" (1873) i "Tried as by Fire" (1873–74). ISBN  1-58742-050-3.
- Woodhull, Victoria C., Lady Eugenist: Feminist Eugenics in the Speeches and Writings of Victoria Woodhull (Seattle, 2005). Inclou "Children—Their Rights and Privileges" (1871), "The Garden of Eden" (1875, publ. 1890), "Stirpiculture" (1888), "Humanitarian Government" (1890), "The Rapid Multiplication of the Unfit" (1891) i "The Scientific Propagation of the Human Race" (1893). ISBN  1-58742-040-6.
- Woodhull, Victoria C., Constitutional equality the logical result of the XIV and XV Amendments, which not only declari who are citizens, but also define their rights, one of which is the right to vote without regard to sex. Nova York: 1870.
- Woodhull, Victoria C., The Origin, Tendencies and Principles of Government, or, A Review of the Rise and Fall of Nations from Early Historic Time to the Present. Nova York: Woodhull, Claflin & Company, 1871.
- Woodhull, Victoria C., Speech of Victoria C. Woodhull on the great political issue of constitutional equality, delivered in Lincoln Hall, Washington, Cooper Institute, New York Academy of Music, Brooklyn, Academy of Music, Philadelphia, Opera House, Siracusa: together with her secession speech delivered at Apollo Hall. 1871.
- Woodhull, Victoria C. Martin, "The Rapid Multiplication of the Unfit". Nova York, 1891.
- Davis, Paulina W., ed. A history of the national woman's rights movement for twenty years. Nova York: Journeymen Printers' Cooperative Association, 1871.
- Riddle, A.G., The Right of women to exercise the elective franchise under the Fourteenth Article of the Constitution: speech of A.G. Riddle in the Suffrage Convention at Washington, January 11, 1871: the argument was made in support of the Woodhull memorial, before the Judiciary Committee of the House of Representatives, and reproduced in the Convention. Washington: 1871.